# Znaková výbojka

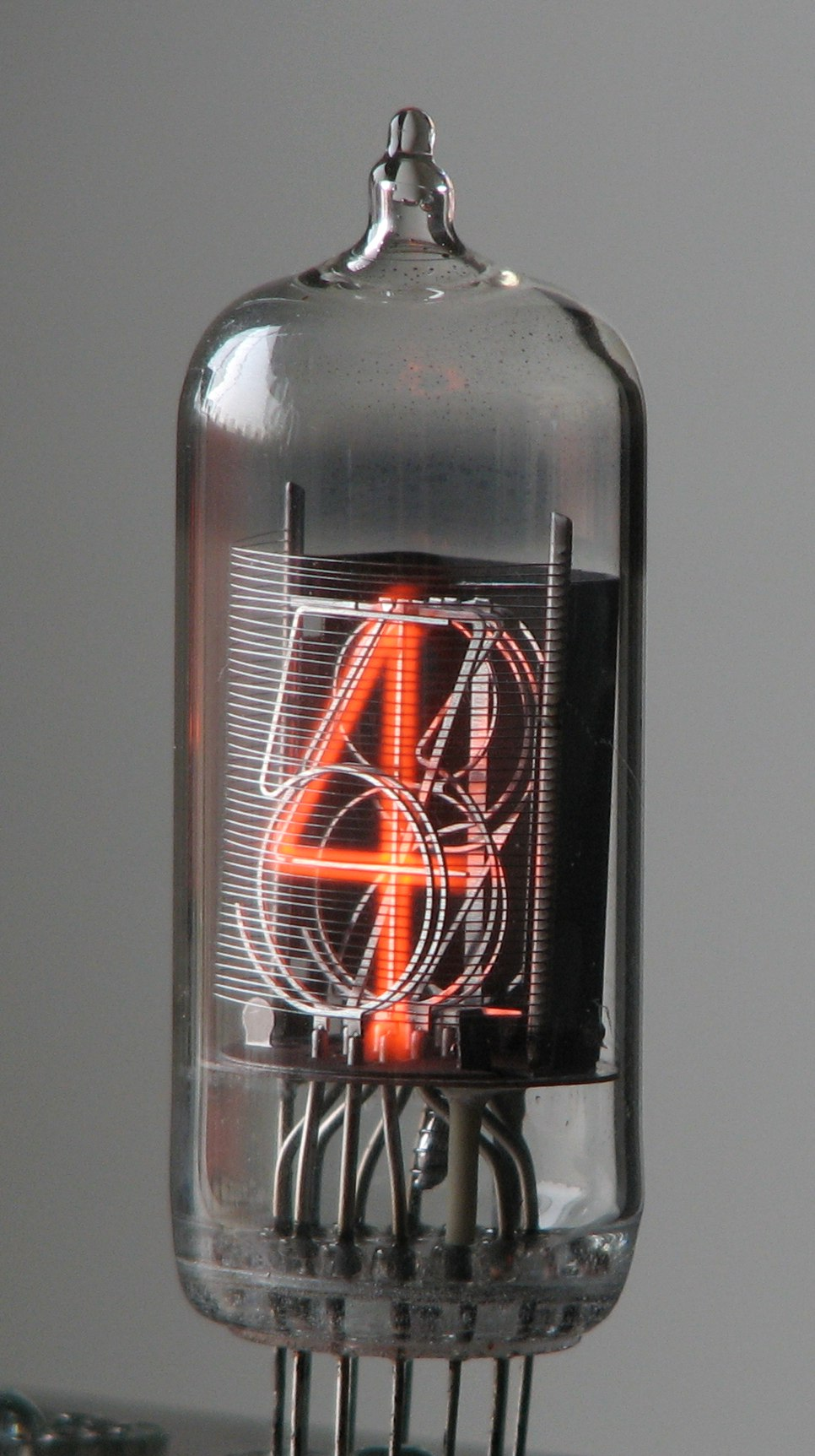
Detail uspořádání katod digitronu ve tvaru číslice

Znaková výbojka nebo číslicová výbojka, obvykle označovaná jako digitron, je elektronická součástka, plynem plněná výbojka se studenou katodou, sloužící k zobrazování číslic případně jiných symbolů. Skleněná baňka digitronu je plněna plynem s nízkým tlakem, obvykle neonem, a obsahuje jednu společnou anodu v podobě průhledné mřížky z tenkého drátu a několik oddělených katod ve tvaru jednotlivých zobrazitelných symbolů. Po přiložení zápalného napětí (obvykle kolem 170 V) mezi anodou a některou z katod se plyn v okolí katody vlivem procházejícího proudu rozzáří oranžovým doutnavým výbojem.
Digitron vzezřením připomíná vakuovou elektronku, jeho princip však není založen na tepelné emisi elektronů. Jde o speciální variantu doutnavky – výbojky se studenou katodou.
Digitron využívá světélkování v záporně doutnavé vrstvě. Pokud se mezi anodou a některou katodou zapálí plynový výboj, potáhne se katoda doutnavým výbojem a ten pak vidíme jako číslici. Číslice jsou buďto vyleptané anebo vyražené z ušlechtilé oceli s tloušťkou vlákna asi 0,3 mm. Svítící vrstva na zářící číslici má šířku asi 1,5 mm, která dostatečně potlačuje stínicí vliv tmavých číslic před ní. Světelná hustota při maximálním proudu je asi 2000 apostilbů. Pro zvětšení životnosti se přidává malé množství rtuti, jejíž páry podstatně zmenšují odpařování materiálu číslic, ale vytvářejí ve výboji slabá, difúzně modrá světla, která lze potlačit červeným barevným filtrem. Do některých digitronů pro impulsní provoz se ke zkrácení zapálení ještě vbudovávají malé zdroje radioaktivních prvků, například kryptonu-85, které emituje záření beta, jež se zachytí ve skleněné stěně baňky (takže neporušená součástka žádné ionizující záření nevysílá).

## Hodnoty proudu a napětí

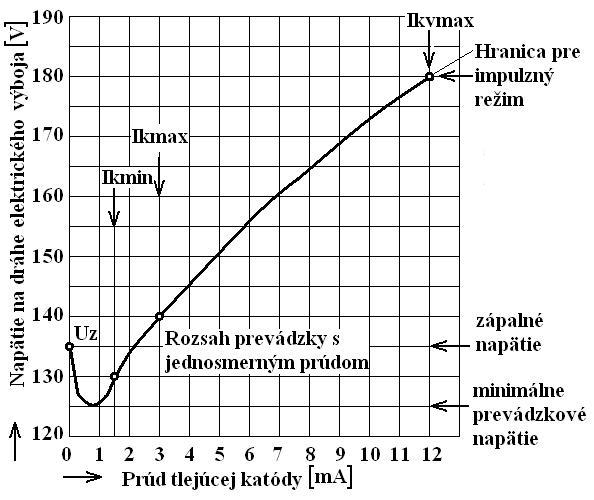
Voltampérová charakteristika digitronu

Schematická značka digitronu

Hodnoty proudu a napětí jsou poněkud odlišné od výbojek. Úsek využívaný ve stabilizační elektronce, kde má napětí výboje téměř konstantní hodnotu (normální doutnavý výboj), zde neexistuje. Indikátory pracují pouze ve stoupající části charakteristiky (anomální doutnavý výboj). Spodní hranice pracovního proudu (proud oblouku), minimální pracovní proud Ikmin má hodnotu asi dvoj až trojnásobku proudu při minimálním napětí. Horní hranice pracovního proudu kdy nastává rozsvěcení přívodů je Ikmax a ten závisí na konstrukci (uspořádání číslic, pasivování přívodů). Pokud se některá číslice takzvaně budí proudovými impulsy, pak se nesmí překročit dovolený impulzní proud Ikvmax.

## Elektrické zapojení
Anoda digitronu se připojí na zdroj stejnosměrného anodového napětí (obvykle 170 V, viz katalogový list konkrétního digitronu) přes rezistor (obvykle řádově desítky kiloohmů), omezující anodový proud. Požadovaný symbol je následně možné zobrazit uzemněním příslušné katody. Případné polovodičové spínací prvky pro použití v anodovém obvodu digitronu je třeba vybírat s ohledem na výšku anodového napětí. Pro řízení digitronu existují vhodné specializované integrované obvody, např. 74141 - TTL dekodér z kódování BCD na kód 1 z 10 s výstupy navrženými speciálně pro řízení katod digitronu. Dekodér je vhodný pro použití ve statickém i multiplexním režimu (jehož výhoda je, že stačí jeden společný dekodér pro řadu digitronů tvořících zobrazovač).

## Aplikace

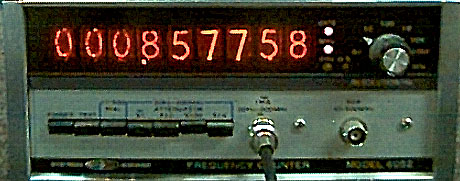
Frekvenční čítač z roku 1973 s digitronovým zobrazovačem

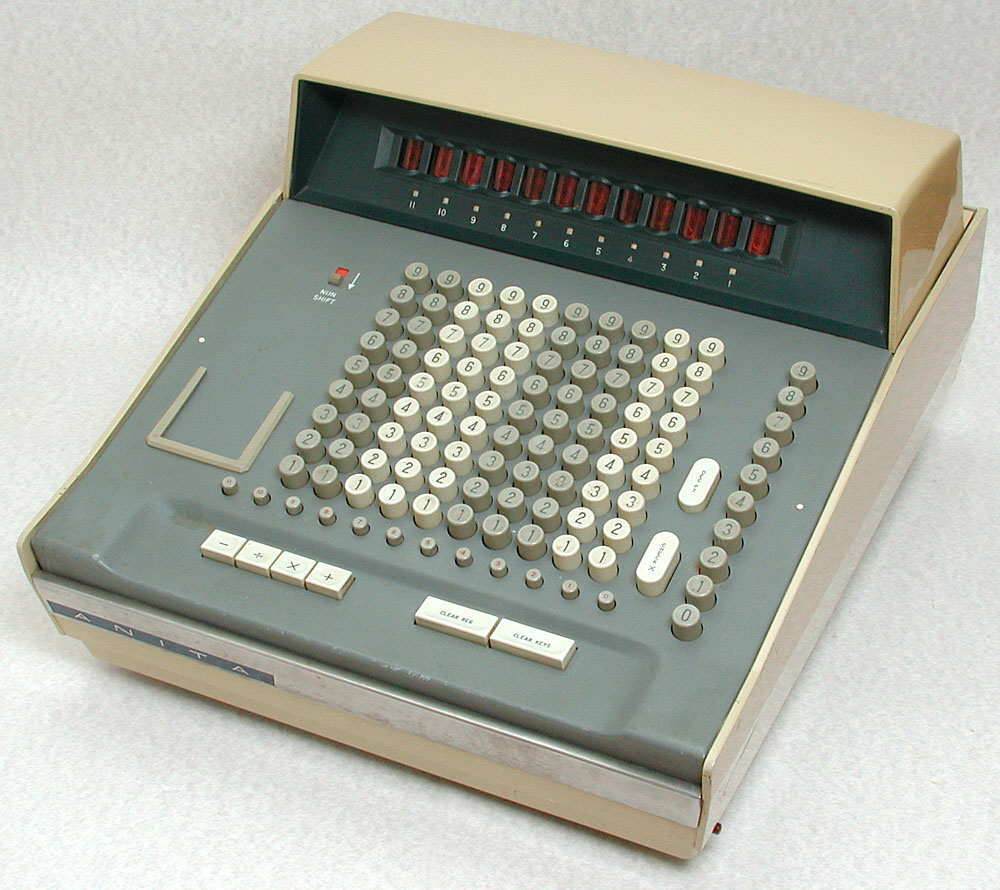
Anita Mark VIII z roku 1961 - první plně elektronická stolní kalkulačka. Pro zobrazování využívá digitronový displej.

Digitrony se používaly v 50. až 70. letech 20. století v zobrazovacích jednotkách (displejích) různých raných číslicových (digitálních) elektronických zařízení - v číslicových měřících přístrojích, elektronických hodinách, stolních kalkulačkách, registračních pokladnách a pod. V průběhu 70. let byly postupně nahrazovány modernějšími typy zobrazovačů - fluorescenčními (VFD) a LED diodovými.

## Životnost
Průměrná životnost digitronu se pohybovuje od 2 000 hodin u raných typů až po 200 000 hodin u nejmodernějších vyráběných typů.
Digitrony jsou, podobně jako elektronky, poměrně křehké součástky, náchylné na několik druhů poruch:
- mechanická destrukce skleněné baňky nebo vnitřní konstrukce
- porušení vzduchotěsnosti banky, nejčastěji v okolí zatavených vývodů
- otrava katody, způsobující neúplné zobrazení symbolů
- zvýšení zápalného napětí nad úroveň napětí zdroje v použité aplikaci, způsobující nestabilní, mihotavý svit symbolů nebo úplnou neschopnost zobrazit symboly
- uvolňování částic materiálu elektrod do vnitřku baňky, způsobující zhoršení její průhlednosti
- zkraty nebo studené spoje mezi elektrodami resp. přívody k nim

## Dějiny

Číslice na digitronu ZM1082

- Moderní digitron byl vyvinut malou americkou firmou Hayd Brothers Laboratories, vyrábějící vakuové součástky. Na trh byl uveden v roce 1954 firmou Burroughs Corporation, která koupila Hayd a zaregistrovala značku „Nixie“ jako svou obchodní známku. Podle článku v časopisu Scientific American (červen 1973, str. 66) byl název Nixie ve firmě Burroughs odvozen od „NIX I“, zkratky pracovního názvu „Numeric Indicator Experiment No. 1“.
- V následujících desetiletích začalo zobrazovače na stejném principu vyrábět množství výrobců elektronek pod různými obchodními názvy, např. Numicator, Digitron. V anglické i německé literatuře však zdomácněl název „Nixie“ resp. „Nixie tube“. V Československu se vžil název digitron.
- V 70. letech 20. století byly digitronové displeje postupně nahrazovány modernějšími technologiemi, především fluorescenčními obrazovkami (VFD) a displeji na základě LED diod, většinou v podobě 7-segmentového zobrazovače.
- Přímým následovníkem digitronu je fluorescenční displej - vakuová součástka s horkou katodou v podobě tenkých drátků a vícero fosforem potaženými anodami, zářícími zelenou barvou při průchodu proudu.
- LED diodové zobrazovače měly zásadní výhody v podobě nízkých provozních napětí, vhodnějších pro polovodičovou éru, vysoké účinnosti, robustnosti a životnosti.

## Renesance digitronu

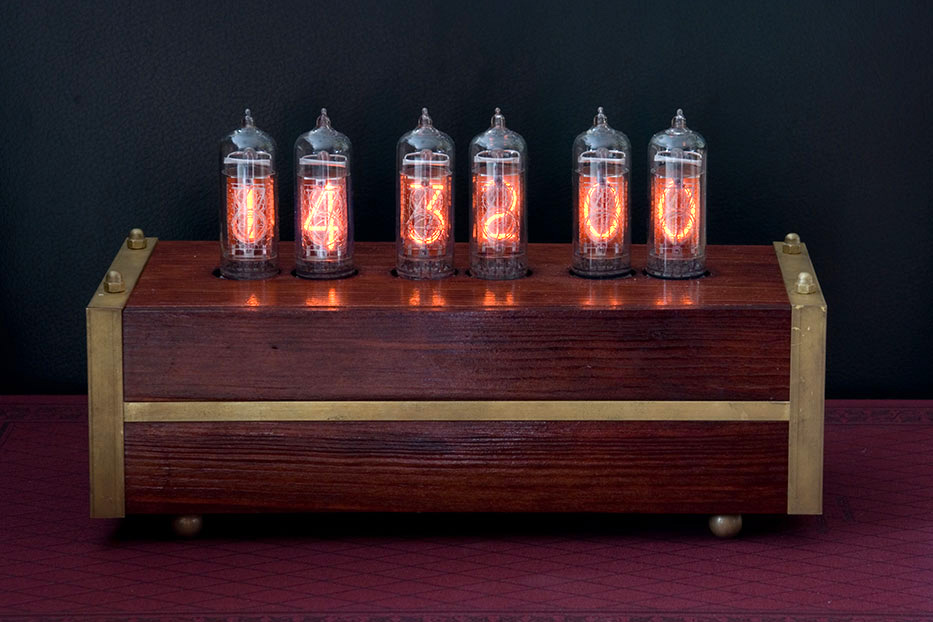
Nostalgické digitrónové hodiny

Digitron zažil na přelomu 3. tisíciletí renesanci zájmu mezi sběrateli a konstruktéry amatérských i komerčních konstrukcí „nostalgických“ digitálních hodin a jiných zařízení. Zvýšený zájem způsobil růst cen zbylých skladových zásob digitronů, které byly dříve po desetiletí neprodejné. Zvlášť velkému zájmu se těší digitrony s velkými znakovkami (100 a více mm na výšku).